# جائزة ألمانيا الكبرى 1951
جائزة ألمانيا الكبرى 1951 هو سباق فورمولا 1 أقيم بتاريخ 29 يوليو 1951 في حلبة نوربورغرينغ، ألمانيا. كان السادس من أصل 8 في بطولة العالم لسباقات الفورمولا واحد موسم 1951. حلّ الإيطالي البرتو اسكاري أولا بينما حلّ الأرجنتيني خوان مانويل فانجيو في المركز الثاني.